# أنطوان تشيفرير
أنطوان تشيفرير (بالفرنسية: Antoine Chevrier)‏ هو كاهن كاثوليكي فرنسي، ولد في 16 أبريل 1826 في ليون في فرنسا، وتوفي بنفس المكان في 2 أكتوبر 1879.